# Источна Индија
Источна Индија је регија Индије која се састоји од држава Бихар, Џарканд, Западни Бенгал, Одиша, као и савезне територије Андамани и Никобари. Главни град Западног Бенгала, Колката, представља највећи град ове регије. Метрополитанско подручје Колката је треће по величини у земљи.
Државе Бихар и Западни Бенгал налазе се у Индо-ганшкој низији. Џарканд се налази на висоравни Чота Нагпур. Одиша обухвата Источне Гате и висораван Декано. Регија се граничи са Бутаном, Непалом и савезном државом Сиким на северу, државама Утар Прадеш и Чатисгар на западу, Андром Прадеш на југу и Бангладешом на истоку. На југоистоку излази на Бенгалски залив. Повезана је са Седам сестринских држава североисточне Индије уским коридором Силигури на североистоку Западног Бенгала.